# Cachy
Cachy är en kommun i departementet Somme i regionen Hauts-de-France i norra Frankrike. Kommunen ligger i kantonen Boves som tillhör arrondissementet Amiens. År 2022 hade Cachy 285 invånare.

## Befolkningsutveckling
Antalet invånare i kommunen Cachy
| Referens: INSEE |